# Hakea erinacea
Hakea erinacea är en tvåhjärtbladig växtart som beskrevs av Meissn.. Hakea erinacea ingår i släktet Hakea och familjen Proteaceae. Inga underarter finns listade i Catalogue of Life.